# Gavin Thomas
Pour les articles homonymes, voir Gavin et Thomas (nom de famille).
Pas d'image ? Cliquez ici

a Compétitions nationales et continentales officielles uniquement.

b Matchs officiels uniquement.
Dernière mise à jour le 26 janvier 2024.
Gavin Thomas est né le 22 octobre 1977 à Royal Leamington Spa (Angleterre). C’est un joueur de rugby à XV, qui a joué avec l'Équipe du Pays de Galles de 2001 à 2010, évoluant au poste de troisième ligne (1,85 m pour 109 kg). 

## Carrière

### En club
Il a disputé 54 rencontres en Coupe d'Europe. Il annonce sa retraite sportive en juin 2012.

### En équipe nationale
Il a disputé son premier test match le 10 juin 2001, contre l'équipe du Japon et le dernier le 26 juin 2010 contre l'équipe de Nouvelle-Zélande.
Gavin Thomas a participé à 24 matchs avec l'Équipe du Pays de Galles de rugby à XV.

## Palmarès
- En équipe nationale : 24 sélections, 4 essais
  - Sélections par année : 7 en 2001, 3 en 2002, 6 en 2003, 2 en 2006, 4 en 2007 et 2 en 2010
  - Tournois des Six Nations disputés : 2001, 2002, 2003 et 2007.